# Lacinipolia bicolor
Lacinipolia bicolor là một loài bướm đêm trong họ Noctuidae.